# Power Quest (videogioco)
Power Quest (激闘パワーモデラー? Gekitō Power Modeler) è un videogioco del 1998 per Game Boy Color.

## Modalità di gioco
Power Quest è un videogioco di ruolo che presenta elementi di picchiaduro a incontri uno contro uno. Oltre ad affrontare personaggi controllati dal computer, è possibile sfidare altri giocatori tramite Game Link Cable.